# Dillinger & Young Gotti
Albums de Tha Dogg Pound
Dogg Food
(1995) 2002
(2001)
Dillinger & Young Gotti est le deuxième album studio de Tha Dogg Pound, sorti le 1er mai 2001 .
L'album s'est classé 2e au Top Heatseekers et au Top Independent Albums, 26e au Top R&B/Hip-Hop Albums et 124e au Billboard 200

## Liste des titres
| No  | Titre                                               | Contient un (des) sample(s) de                                  | Durée |
| --- | --------------------------------------------------- | --------------------------------------------------------------- | ----- |
| 1.  | Intro (Dillinger & Young Gotti)                     |                                                                 | 1:18  |
| 2.  | Dipp Wit Me (featuring RBX)                         |                                                                 | 4:36  |
| 3.  | We Livin Gangsta Like (featuring Xzibit)            | Aqua Boogie (A Psychoalphadiscobetabioaquadoloop) de Parliament | 4:20  |
| 4.  | Coastin'                                            |                                                                 | 3:37  |
| 5.  | We About to Get Fucc'd Up                           |                                                                 | 3:25  |
| 6.  | Gitta Strippin'                                     |                                                                 | 3:32  |
| 7.  | Work Dat Pussy                                      |                                                                 | 1:21  |
| 8.  | Party at My House                                   |                                                                 | 3:47  |
| 9.  | You're Jus a B.I.T.C.H.                             |                                                                 | 3:40  |
| 10. | Treat Her Like a Lady                               |                                                                 | 4:07  |
| 11. | At Night                                            | Out on a Limb de Teena Marie                                    | 4:14  |
| 12. | Best Run (featuring Beanie Sigel et Roscoe)         |                                                                 | 4:26  |
| 13. | Shit Happenz                                        |                                                                 | 3:23  |
| 14. | My Heart Don't Pump No Tear (featuring Slip Capone) |                                                                 | 4:11  |
| 15. | There's Someway Out                                 |                                                                 | 2:49  |
| 16. | Here We Are/Go Killem                               |                                                                 | 4:47  |
| 17. | I'ma Gangsta                                        |                                                                 | 4:39  |
| 18. | How Many?                                           |                                                                 | 3:56  |
| 19. | C-Walkin' Cha Cha Cha                               |                                                                 | 1:56  |
| 20. | DPG                                                 |                                                                 | 4:00  |
| 21. | Dillinger & Young Gotti (Outro)                     |                                                                 | 1:00  |